# Město andělů
Město andělů (v anglickém originále City of Angels) je romantické drama USA z roku 1998 režiséra Brada Silberlinga. V hlavní roli se objevil Nicolas Cage jako anděl Seth a Meg Ryanová jako doktorka Maggie Rice. Film je remake německého snímku Nebe nad Berlínem z roku 1987.

## Děj filmu
Anděla Setha (Nicolas Cage), který doprovází zemřelé do dalšího života, při čekání na úmrtí muže, kterého operuje doktorka Maggie Rice (Meg Ryanová), zaujme doktorčina snaha o záchranu pacientova života a smutek při jejím neúspěchu. Přestože je Seth pro smrtelníky neviditelný, v jednu chvíli se zdá, že Maggie se na Setha dívala. Při příštím setkání se Seth rozhodne doktorce zjevit.
Vzájemné přátelství přerůstá do přitažlivosti, přesto je však Maggie již ve vztahu se svým kolegou z nemocnice, Jordanem Ferrisem (Colm Feore). Seth se poté setká s Nathanielem Messingerem (Dennis Franz), jedním z pacientů Maggie, který vycítí jeho přítomnost v pokoji. Nathaniel mu prozradí, že býval také andělem, ale rozhodl se stát se člověkem tzv. „pádem“, skokem z velké výšky. Seth začne zvažovat využití této možnosti, tak aby mohl plně fyzicky a emocionálně prožít vztah s Maggie.
Maggie, která si všimne, že Seth je nezranitelný, požaduje po něm vysvětlení. Tvrzení, že je andělem, však není schopna přijmout a pošle jej pryč. V pozdějším rozhovoru s Nathanielem, který postupně odhaluje svůj andělský původ, se Maggie dozvídá, že existuje možnost stát se člověkem. Seth se rozhodne tento krok udělat skrze symbolické gesto skoku z vrcholu mrakodrapu. Mezitím Maggie Jordan požádá o ruku.
Ihned po probuzení začne Seth vnímat pocity a vjemy, které do této doby neznal, včetně fyzického zranění a bolesti. Bývalý anděl vyrazí do nemocnice za Maggie, kde se však dozví, že si vzala dovolenou a odjela do hor na chatu. Seth se tam vydá, po cestě jej však potká několik nepříjemností – je okraden o boty, bez peněz neměl na autobus a v dešti promokl. Poté, co se na chatu dostane, Maggie ihned pozná, že se vzdal svého způsobu života a stal se člověkem.
Druhý den ráno jede Maggie na kole do místního obchodu. Po cestě zpátky jede plná štěstí se zavřenýma očima a rozpaženýma rukama. Proti ní se však objeví kamion, s nímž už nemůže odvrátit střet. Seth vycítí, že Maggie je v potížích, a běží jí na pomoc. Když dorazí, Maggie mu říká, že vidí anděla, který ji přišel doprovodit. Přestože ji Seth prosí, aby se dívala na něj, Maggie odpoví, že se nebojí.
Truchlícího a samotného Setha navštíví Cassiel (Andre Braugher), přítel z doby, kdy byl andělem. Seth se ptá, zdali byl potrestán za odchod z nebe, Cassiel jej ujišťuje, že ne, a řekne, že lidé umírají, a tak jednou umře i Seth. Cassiel se zeptá, zdali by to udělal, i kdyby věděl, že se to stane, na což Seth odpovídá: „Vždy bych dal přednost přivonení k jejím vlasům, jedinému polibku od ní, doteku její dlaně, před věčným životem bez ní.“

## Obsazení
| Nicolas Cage   | anděl Seth           |
| Meg Ryanová    | doktorka Meggie Rice |
| Andre Braugher | Cassiel              |
| Colm Feore     | Jordan Ferris        |
| Dennis Franz   | Nathaniel Messinger  |
| Robin Bartlett | Anne                 |
| Joanna Merlin  | Teresa Messinger     |
| Sarah Dampf    | Susan                |